# Tak for din Daad
"Tak for din Daad" er en dansk sang, der er tilegnet 1. Regiment, også kaldet Danske Livregiment, d. 6. marts 1864, for deres indsats ved slaget ved Sankelmark 6. februar 1864.
Teksten er skrevet af  Peter Hansen og musik Kantor Niels Peter Hillebrandt.